# João Palhinha
João Maria Lobo Alves Palhinha Gonçalves (Lisszabon, 1995. július 9. –) portugál válogatott labdarúgó, a Tottenham Hotspur játékosa kölcsönben a Bayern München csapatától.

## Pályafutása

### Klubcsapatokban
2014. február 3-án mutatkozott be a Sporting B csapatában a Portimonense csapata ellen. 2015. április 4-én első gólját szerezte meg a Leixões ellen 3–1-re megnyert bajnoki találkozón. 2015 nyarán kölcsönbe került a Moreirense csapatához. Ezek után a Belenenses csapata is kölcsönbe vette. 2017. január 21-én mutatkozott be a Sporting CP első csapatában a CS Marítimo klubja ellen. A 2018–19-es szezon előtt két évre kölcsönbe került a Braga együtteséhez. 2022. július 4-én az angol Fulham 20 millió fontért szerződtette és öt évre írt alá. Augusztus 6-án debütált a Liverpool elleni 2–2-es hazai döntetlennel záruló bajnoki találkozón. Két héttel később megszerezte első gólját a később szerezte első gólját a Brentford ellen 3Ţ-re megnyert bajnoki mérkőzésen. A szezon játékosának is megválasztották a szezon végén. 2023. szeptember 14-én 5+1 évvel meghosszabbította szerződését a klubbal.
2024. július 11-én négyéves szerződés kötött a Bayern München csapatával, amely 51 millió eurót fizettet érte, valamint 5 millió eurós bonuszt is tartalmazott a megállapodás. Augusztus 16-án csereként mutatkozott be a kupában az SSV Ulm elleni 4–0-s győzelem során. A szezon végén bajnoki címet ünnepelhetett. 2025. augusztus 3-án kölcsönbe került az angol Tottenham Hotspur csapatához vásárlási opcióval, amely 30 millió euró.

### A válogatottban
Többszörös korosztályos válogatott és részt vett a 2014-es U19-es labdarúgó-Európa-bajnokságon. 2021 márciusában kapott először meghívót a felnőttek közé a 2022-es labdarúgó-világbajnokság-selejtező mérkőzésekre. Március 24-én Azerbajdzsán ellen mutatkozott be Rúben Neves cseréjeként. Március 30-án első válogatott gólját is megszerezte Luxemburg ellen. Május 20-án bekerült a 2020-as labdarúgó-Európa-bajnokságra utazó keretbe. 2024. május 21-én Roberto Martínez szövetségi kapitány kihirdette 26 fős Európa-bajnoki keretét, amelyben ő is szerepelt.

## Statisztika

### A válogatottban
2025. június 4-én frissítve.
| Nemzet     | Év       | Mérkőzés | Gól |
| ---------- | -------- | -------- | --- |
| Portugália | 2021     | 12       | 2   |
| Portugália | 2022     | 6        | 0   |
| Portugália | 2023     | 6        | 0   |
| Portugália | 2024     | 9        | 0   |
| Portugália | 2025     | 1        | 0   |
| Összesen   | Összesen | 34       | 2   |

### Góljai a válogatottban
| # | Dátum             | Helyszín                                  | Ellenfél  | Találat | Végeredmény | Mérkőzés típusa                            |
| - | ----------------- | ----------------------------------------- | --------- | ------- | ----------- | ------------------------------------------ |
| 1 | 2021. március 30. | Stade Josy Barthel, Luxembourg, Luxemburg | Luxemburg | 3–1     | 3–1         | 2022-es labdarúgó-világbajnokság-selejtező |
| 2 | 2021. október 12. | Estádio Algarve, Loulé/Faro, Portugália   | Luxemburg | 4–0     | 5–0         | 2022-es labdarúgó-világbajnokság-selejtező |

## Sikerei, díjai

### Klub
- Braga
  - Portugál ligakupa: 2019–20

- Sporting CP
  - Portugál bajnok: 2020–21
  - Portugál ligakupa: 2020–21, 2021–22
  - Portugál szuperkupa: 2021

- Bayern München
  - Német bajnok: 2024–25

### Válogatott
- Portugália
  - UEFA Nemzetek Ligája: 2024–25